# حمام قدیمی قره چمن
حمام قدیمی قره چمن مربوط به اواخر دوره قاجار است و در شهرستان بستان‌آباد، بخش تیکمه داش، دهستان عباس شرقی، روستای قره چمن واقع شده و این اثر در تاریخ ۷ خرداد ۱۳۸۷ با شمارهٔ ثبت ۲۲۸۴۷ به‌عنوان یکی از آثار ملی ایران به ثبت رسیده است.